# Kamienica przy ulicy Poselskiej 17 w Krakowie
Kamienica przy ulicy Poselskiej 17 – zabytkowa kamienica znajdująca się w Krakowie, w dzielnicy I przy ulicy Poselskiej, na Starym Mieście.

## Historia kamienicy
Kamienica została wzniesiona w 1393 przez Gethkonisa. Od początku swojego istnienia była budynkiem murowanym. W XV wieku została przebudowana. W XVI wieku przeszła na własność księży wikariuszy katedralnych. W 1770 została zakupiona przez nieznanego z imienia Bystrzanowskiego. Od tamtej pory znajduje się w rękach prywatnych.
15 października 1999 kamienica została wpisana do rejestru zabytków. Znajduje się także w gminnej ewidencji zabytków.